# Dryops
Dryops — рід жуків з родини Dryopidae.

## Опис
Пронотум на боках диска з поздовжньою борозенкою. Очі в густих волосках, що стирчать. Верхня частина тіла в густих довгих, нахилених у напрямку назад волосках і між ними з короткими прилеглими волосками. Передні й середні тазики помірно розсунуті.

## Систематика
Деякі види:
- Dryops algiricus (Lucas, 1846)
- Dryops anglicanus Edwards, 1909
- Dryops arizonensis Schaeffer, 1905
- Dryops caspius (Ménétriés, 1832)
- Dryops championi Dodero, 1918
- Dryops costae (Heyden, 1891)
- Dryops doderoi Bollow, 1936
- Dryops gracilis (Karsch, 1881)
- Dryops striatellus (Fairmaire & Brisout, 1859)
- Dryops subincanus (Kuwert, 1890)
- Dryops sulcipennis (Costa, 1883)